# Senantes (Oise)
Senantes ist eine französische Gemeinde mit 583 Einwohnern (Stand 1. Januar 2022) im Département Oise in der Region Hauts-de-France. Die Gemeinde liegt im Arrondissement Beauvais und ist Teil der Communauté de communes de la Picardie Verte und des Kantons Grandvilliers.

## Geographie
Die Gemeinde im Pays de Bray liegt rund zehn Kilometer östlich von Gournay-en-Bray. Die Fließgewässer im Gemeindegebiet strömen über den Ruisseau de Goulancourt zur Epte sowie zum Avelon. Zu Senantes gehören die Weiler Groscourt, Bois Aubert, Montperthuis, Corbeauval, Amuchy, Goulancourt und Le Bray.

## Einwohner
| 1962 | 1968 | 1975 | 1982 | 1990 | 1999 | 2006 | 2011 |
| ---- | ---- | ---- | ---- | ---- | ---- | ---- | ---- |
| 531  | 445  | 411  | 400  | 508  | 576  | 650  | 683  |

## Gemeindepartnerschaften
Senantes pflegt eine Partnerschaft mit Nanton (Alberta) in Kanada.

## Sehenswürdigkeiten
- Kirche Saint-Sepulcre mit einer Taufe vom Beginn des 13. Jahrhunderts (Base Palissy PM60001526) und einer Grablegung vom Ende des 16. Jahrhunderts (Base Palissy PM60001527)[1]

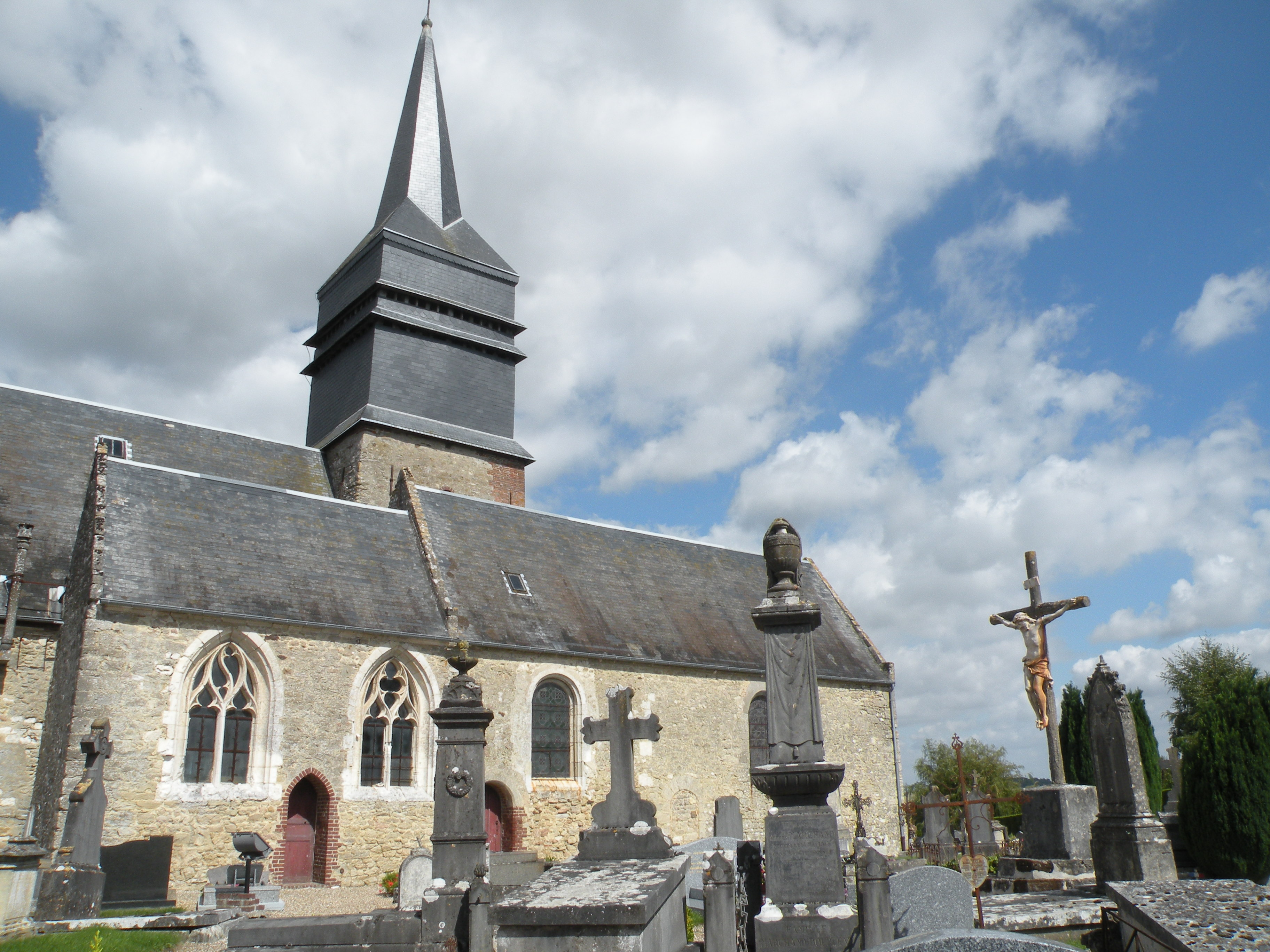
Kirche Saint-Sepulcre

- Kapelle in Corbeauval[2]